# Hips Don’t Lie
Hips Don’t Lie (englisch für „Hüften lügen nicht“) ist ein Lied der kolumbianischen Sängerin Shakira, das sie zusammen mit dem haitianischen Hip-Hop-Musiker Wyclef Jean aufnahm. Der Song ist die zweite Singleauskopplung ihres siebten Studioalbums Oral Fixation Vol. 2 und wurde am 27. März 2006 veröffentlicht. Zeitgleich erschien auch eine spanische Version des Stücks mit dem Titel Será, será (las caderas no mienten).

## Inhalt
Hips Don’t Lie ist ein lebensfroher Tanzsong mit südamerikanischen Elementen. Dabei singen Shakira und Wyclef Jean aus der Perspektive von zwei Personen, die auf der Tanzfläche miteinander flirten und durch die Bewegungen des anderen voneinander beeindruckt sind. Laut Shakira stammt der Titel “Hips Don’t Lie” von der Arbeit mit ihrer Band im Tonstudio, bei der sie anhand ihres Hüftschwungs merke, ob ein Song erfolgreich sein werde.

“I’m on tonight

You know my hips don’t lie

And I’m starting to feel it’s right

All the attraction, the tension

Don’t you see, baby? This is perfection”

## Produktion
Der Song wurde von Wyclef Jean und Shakira in Zusammenarbeit mit dem haitianischen Musikproduzenten Jerry Duplessis produziert. Alle drei fungierten neben Omar Alfanno und LaTavia Parker ebenfalls als Autoren des Liedes. Die Musik und der Text von Hips Don’t Lie basiert zu einem Großteil auf dem Song Dance Like This von Wyclef Jean und Claudette Ortiz aus dem Jahr 2004. Zudem wurden die Trompeten aus Amores Como el Nuestro von dem puerto-ricanischen Salsa-Sänger Jerry Rivera gesampelt.

## Musikvideo
Bei dem zu Hips Don’t Lie gedrehten Musikvideo führte die britische Regisseurin Sophie Muller Regie. Es verzeichnet auf YouTube über eine Milliarde Aufrufe (Stand Mai 2022).
Zu Beginn des Videos befinden sich Shakira und Wyclef Jean in einer Tanzbar. Während Wyclef Jean auf einer Gitarre spielt, tanzt Shakira verschiedene Tänze, die vor allem ihre Hüften und den Bauch betonen. Kurz darauf sind beide zusammen zwischen rosa Vorhängen zu sehen, bevor Shakira wiederum allein tanzt. Anschließend betreten sie eine Halle, in der sich zahlreiche feiernde Menschen in Karnevalskostümen befinden. Schließlich tanzt Shakira in einem weißen Kleid mit anderen Tänzerinnen eine Choreografie.
Bei den MTV Video Music Awards 2006 wurde Hips Don’t Lie in der Kategorie Best Choreography ausgezeichnet und war zudem in den Kategorien Video of the Year, Best Female Video, Best Pop Video, Best Dance Video, Best Art Direction und Viewer’s Choice nominiert.

## Single

### Covergestaltung
Das Singlecover zeigt Shakira leicht-bekleidet beim Feuerspucken, wobei sie gegen eine Fackel pustet, deren Flamme in den Himmel ragt. Im Hintergrund sind weitere Menschen, ein Auto und blauer Himmel zu sehen. Links oben im Bild befinden sich die Schriftzüge Shakira und Hips Don’t Lie in Weiß sowie Featuring Wyclef Jean in Blau.

### Titellisten
Single
1. Hips Don’t Lie – 3:41
2. Dreams for Plans – 4:03

Maxi
1. Hips Don’t Lie – 3:41
2. Dreams for Plans – 4:03
3. Hips Don’t Lie (Wyclef Mix Show Mix) – 4:07
4. Hips Don’t Lie (Video) – 3:58

### Chartplatzierungen
Hips Don’t Lie stieg am 19. Mai 2006 auf Platz eins in die deutschen Singlecharts ein und belegte in den folgenden beiden Wochen Rang zwei, bevor es nochmal für zwei Wochen an die Chartspitze zurückkehrte. Insgesamt hielt sich der Song 29 Wochen lang in den Top 100, davon 16 Wochen in den Top 10. In den deutschen Airplaycharts erreichte das Lied ebenfalls für einen Zeitraum von sechs Wochen die Chartspitze. Ebenfalls Platz eins belegte die Single unter anderem in den Vereinigten Staaten, im Vereinigten Königreich, in der Schweiz, Frankreich, Italien, den Niederlanden, Belgien, Australien und Neuseeland. In den deutschen Single-Jahrescharts 2006 erreichte das Lied Position drei.
| ChartsChartplatzierungen       | Höchstplatzierung | Wochen |
| ------------------------------ | ----------------- | ------ |
| Deutschland (GfK)              | 1 (29 Wo.)        | 29     |
| Österreich (Ö3)                | 2 (38 Wo.)        | 38     |
| Schweiz (IFPI)                 | 1 (71 Wo.)        | 71     |
| Vereinigte Staaten (Billboard) | 1 (31 Wo.)        | 31     |
| Vereinigtes Königreich (OCC)   | 1 (48 Wo.)        | 48     |

| ChartsJahrescharts (2006)      | Platzierung |
| ------------------------------ | ----------- |
| Deutschland (GfK)              | 3           |
| Österreich (Ö3)                | 3           |
| Schweiz (IFPI)                 | 1           |
| Vereinigte Staaten (Billboard) | 5           |
| Vereinigtes Königreich (OCC)   | 3           |

### Auszeichnungen für Musikverkäufe
Hips Don’t Lie wurde 2022 für mehr als 900.000 Verkäufe in Deutschland mit einer dreifachen Platin-Schallplatte ausgezeichnet. In den Vereinigten Staaten erhielt die Single Doppel-Platin für über zwei Millionen verkaufte Einheiten, im Vereinigten Königreich Vierfach-Platin für mehr als 2,4 Millionen Verkäufe. Mit weltweit über 10,7 Millionen zertifizierten Verkäufen ist es der kommerziell erfolgreichste Song von Shakira.
| Land/Region                  | Auszeichnungen für Musikverkäufe (Land/Region, Auszeichnung, Verkäufe)                                                                                              | Verkäufe   |
| ---------------------------- | --- | ---------- |
| Australien (ARIA)            | 6× Platin | 420.000    |
| Belgien (BRMA)               | Platin | 50.000     |
| Brasilien (PMB)              | 2× Platin | 120.000    |
| Dänemark (IFPI)              | 3× Platin | 270.000    |
| Deutschland (BVMI)           | 3× Platin | 900.000    |
| Frankreich (SNEP)            | Gold | 200.000    |
| Griechenland (IFPI)          | Platin | 20.000     |
| Italien (FIMI)               | 2× Platin | 200.000    |
| Kanada (MC)                  | Diamant (Single) · + Platin (Ringtone) | 840.000    |
| Mexiko (AMPROFON)            | 2× Diamant · + Gold · + Gold (Ringtone Spanish Version) · + 2× Gold (Ringtone Bamboo) · + 3× Gold (Ringtone Clean Version) · + 2× Platin (Ringtone English Version) | 1.280.000  |
| Neuseeland (RMNZ)            | 4× Platin | 120.000    |
| Österreich (IFPI)            | Gold | 15.000     |
| Portugal (AFP)               | 3× Platin | 30.000     |
| Schweiz (IFPI)               | Platin | 30.000     |
| Spanien (Promusicae)         | 3× Platin | 180.000    |
| Vereinigte Staaten (RIAA)    | 2× Platin · + 2× Platin (Mastertone) | 4.000.000  |
| Vereinigtes Königreich (BPI) | 4× Platin | 2.400.000  |
| Insgesamt                    | 7× Gold · 41× Platin · 3× Diamant · | 10.795.000 |

Hauptartikel: Shakira/Auszeichnungen für Musikverkäufe

### Preise
Bei den Grammy Awards 2007 wurde Hips Don’t Lie in der Kategorie Best Pop Collaboration with Vocals nominiert, unterlag jedoch dem Lied For Once in My Life von Tony Bennett und Stevie Wonder.